# Limba mandarină
Mandarina este un dialect al limbii chineze vorbit în partea de Nord a Chinei, inclusiv în zona capitalei Beijing. Pe baza acestuia s-a realizat limba chineză modernă standard, care este promovată de guvernul chinez, cât și de alte țări vorbitoare de chineză (Taiwan, Singapore) ca limbă vorbită pentru toți chinezii.
Unii lingviști consideră Mandarina drept o limbă separată, iar chineza un grup de limbi.

## Consoane
|           |           | Labiale | Alveolare | Retroflexe | Alveolopalatale | Velare |
| --------- | --------- | ------- | --------- | ---------- | --------------- | ------ |
| Nazale    | Nazale    | [m]     | [n]       |            |                 | [ŋ]    |
| Oclusive  | aspirat   | [pʰ]    | [tʰ]      |            |                 | [kʰ]   |
| Oclusive  | neaspirat | [p]     | [t]       |            |                 | [k]    |
| Africate  | aspirat   |         | [t͡sʰ]     | [ʈ͡ʂʰ]      | [t͡ɕʰ]           |        |
| Africate  | neaspirat |         | [t͡s]      | [ʈ͡ʂ]       | [t͡ɕ]            |        |
| Fricative | Fricative | [f]     | [s]       | [ʂ]        | [ɕ]             | [x]    |
| Sonante   | Sonante   |         | [l]       | [ɻ]        |                 |        |